# HMS Nelson (28)
O HMS Nelson foi um couraçado operado pela Marinha Real Britânica e a primeira embarcação da Classe Nelson, seguido pelo HMS Rodney. Sua construção começou em dezembro de 1922 nos estaleiros da Armstrong Whitworth e foi lançado ao mar em setembro de 1925, sendo comissionado na frota britânica em agosto de 1927. Era armado com uma bateria principal composta por nove canhões de 406 milímetros montados em três torres de artilharia triplas, possuía deslocamento de mais de 38 mil toneladas e conseguia alcançar uma velocidade máxima de 23 nós.
O Nelson passou seu serviço em tempos de paz junto com a Frota do Atlântico e com a Frota Doméstica, também participando das celebrações do Jubileu de Prata do rei Jorge V em 1935 e da coroação do rei Jorge VI em 1937. A Segunda Guerra Mundial começou em 1939 e o navio procurou os couraçados alemães da Classe Scharnhorst no Oceano Atlântico, porém bateu em uma mina naval no final do ano. O Nelson retornou para o serviço em meados de 1940 e patrulhou novamente o Atlântico e escoltou vários comboios até ser transferido para o Mar Mediterrâneo.
O couraçado escoltou comboios no Mar Mediterrâneo em 1941 até ser torpedeado, retornando ao serviço e dando apoio para a invasão do Norte da África em 1942 e para as invasões da Sicília e Itália em 1943. O Nelson também de suporte de artilharia durante os desembarques da Normandia em 1944, mas bateu em uma mina e ficou fora de ação pelo restante do ano. Foi transferido para a Frota do Oriente em 1945 e voltou para casa depois da rendição do Japão. Tornou-se um navio-escola em meados de 1946 e foi colocado na reserva em 1947, sendo desmontado dois anos depois.

## Características

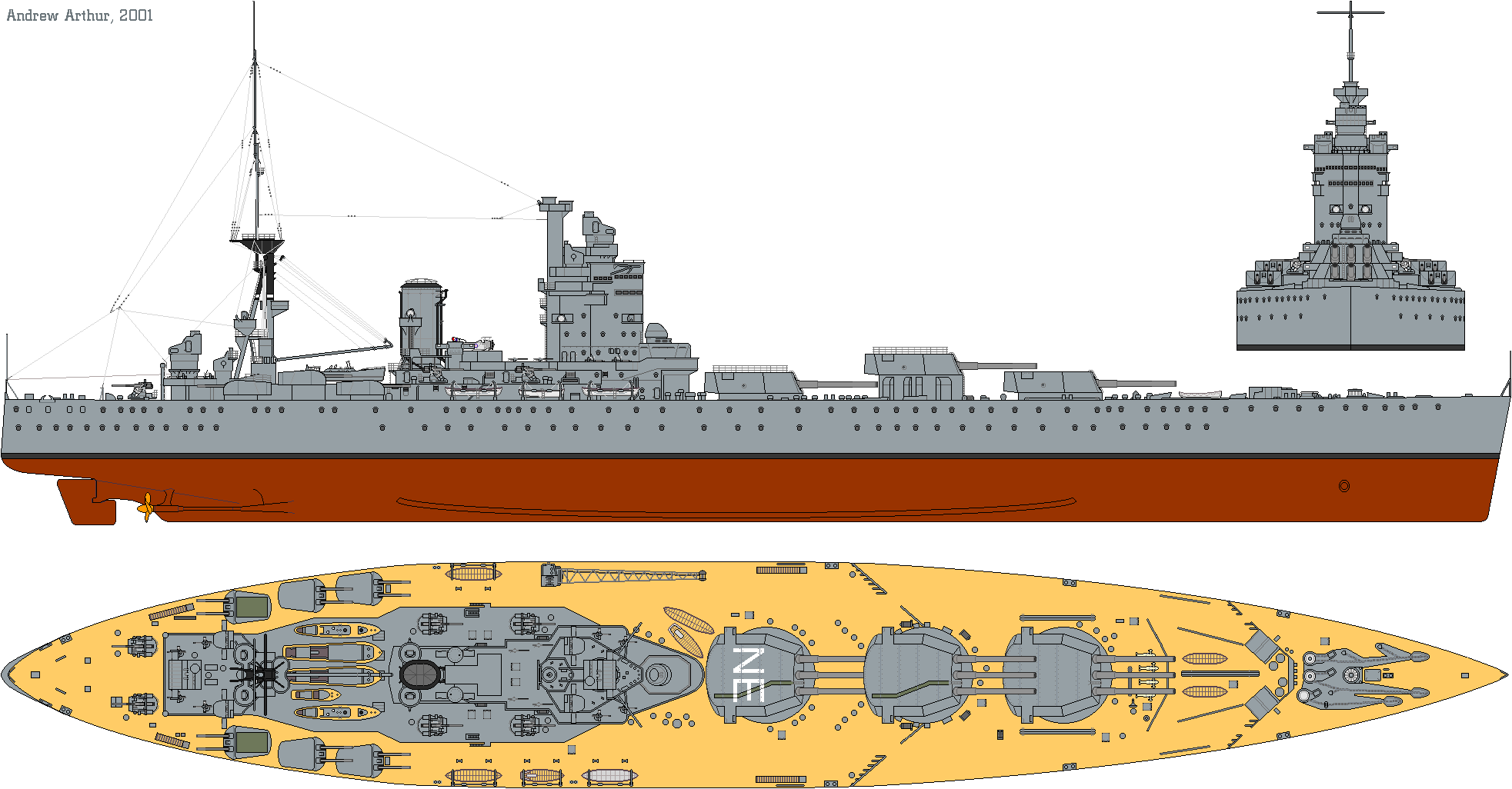
Desenho do Nelson

Os navios da Classe Nelson eram, essencialmente, versões reduzidas e mais lentas do projeto dos couraçados da Classe N3, que tinham sido cancelados por excederem os limites impostos pelo Tratado Naval de Washington de 1922. O projeto das embarcações foi aprovado seis meses depois da assinatura do tratado e tinha um armamento de nove canhões de 406 milímetros com o objetivo de se igualar ao poder de fogo da Classe Colorado da Marinha dos Estados Unidos e da Classe Nagato da Marinha Imperial Japonesa, mas com um deslocamento padrão dentro do limite de 36 mil toneladas.
O Nelson tinha 216,4 metros de comprimento de fora a fora, uma boca de 32,3 metros e um calado de 9,2 metros. Seu deslocamento padrão era de 33,8 mil toneladas e o deslocamento carregado de 38 390 toneladas. Seu sistema de propulsão tinha oito caldeiras Almirantado que alimentavam dois conjuntos de turbinas a vapor Brown-Curtis, cada uma girando uma hélice. A potência indicada era de 46,2 mil cavalos-vapor (34 mil quilowatts) para uma velocidade máxima de 23 nós (43 quilômetros por hora). Podia carregar óleo combustível suficiente para uma autonomia de sete mil milhas náuticas (treze mil quilômetros) a uma velocidade de dezesseis nós (trinta quilômetros por hora). Sua tripulação normalmente tinha 1 314 oficiais e marinheiros, mas podia crescer para 1 361 quando usado como capitânia.
O armamento principal era composto por nove canhões Marco I calibre 45 de 406 milímetros montados em três torres de artilharia triplas, todas instaladas à vante da superestrutura, com a segunda torre sobreposta às outras duas. O armamento secundário tinha doze canhões Marco XXII calibre 50 de 152 milímetros em seis torres de artilharia duplas na superestrutura de ré, três de cada lado. A bateria antiaérea era originalmente composta por seis canhões Marco VIII calibre 40 de 120 milímetros em montagens únicas e oito canhões Marco VIII de 40 milímetros em montagens únicas. Também era equipado com dois tubos de torpedo submersos de 622, um em cada lateral. O cinturão principal de blindagem tinha entre 330 e 356 milímetros de espessura, sendo fechado em cada extremidade por anteparas transversais de 102 a 305 milímetros. O convés blindado ficava entre 95 e 159 milímetros. As torres de artilharia principais tinham frentes de 406 milímetros, laterais entre 229 e 279 milímetros e tetos de 184 milímetros, ficando em cima de barbetas com 305 a 381 milímetros de espessura. A torre de comando era protegida por laterais de 305 a 356 milímetros e teto de 170 milímetros.

### Modificações
Os diretórios de ângulo elevado, telêmetros e sua plataforma foram removidos entre maio e junho de 1930 e substituídos por uma nova plataforma circular para um diretório de Sistema de Controle de Ângulo Elevado Marco I. Os canhões de 40 milímetros e diretório de torpedo de estibordo foram removidos em março de 1934 e substituídos por uma única montagem óctupla de 40 milímetros à estibordo da chaminé com um diretório Marco I no topo da ponte de comando. Recebeu duas montagens quádruplas de metralhadoras antiaéreas Vickers de 12,7 milímetros entre 1934 e 1935 que foram posicionadas na superestrutura de vante. O Nelson também recebeu um guindaste para lidar com um hidroavião biplano Supermarine Seagull levado para testes, mas o guindaste foi mantido depois dos testes acabarem. Recebeu entre 1936 e 1937 a montagem óctupla 40 milímetros de bombordo da chaminé e seu respectivo diretório. Além disso, escudos foram instalados para as armas de 120 milímetros, porém acabaram removidas em março de 1938. A torre do diretório de ângulo elevado foi fortalecida e alargada para receber um Sistema de Controle de Ângulo Elevado Marco III durante uma reforma ocorrida de junho de 1937 a janeiro de 1938. Uma nova blindagem de convés também foi instalada, tendo 102 milímetros de espessura próximo da cidadela blindada e 64 milímetros perto da proa.
Os diretórios de ré para os canhões de 152 milímetros foram substituídos em 1940 por duas montagens óctuplas de 40 milímetros, com uma terceira adicionada no tombadilho. O Nelson também foi equipado com um radar de aviso prévio Tipo 279. Os escudos para os canhões de 120 milímetros foram reinstalados, enquanto dois lançadores de projéteis fixos com quatro tubos de 178 milímetros foram colocados no teto da segunda e terceira torres de artilharia principais. Estas mudanças aumentaram sua tripulação para 1 452. Seus tubos de torpedo e projéteis fixos foram removidos em 1941 e uma montagem óctupla de 40 milímetros instalada no teto da segunda torre de artilharia. Dois canhões Oerlikon de 20 milímetros foram colocados no teto da terceira torre de artilharia, com mais onze em montagens únicas espalhados pela superestrutura. As armas de 40 milímetros existentes foram substituídas por modelos Marco III e três diretórios extras foram equipados. Cada um destes diretórios era equipado com um radar de artilharia Tipo 282.
Os diretórios de Sistema de Controle de Ângulo Elevado receberam em 1941 radares de artilharia Tipo 285, enquanto o diretório de vante da bateria principal foi equipado com radares Tipo 284. O navio também recebeu um radar de varredura de superfície Tipo 273 e quatro radares Tipo 283 para os canhões principais e secundários em barragem antiaérea. Mais uma Oerlikon foi colocada no topo da terceira torre de artilharia em 1942, enquanto no ano seguinte as metralhadoras Vickers foram removidas em favor de 26 Oerlikon, cinco das quais ficavam no topo da terceira torre e as restantes espalhadas pelo convés e superestrutura. Mais 21 Oerlikons foram instaladas no final de 1944, totalizando 61. O diretório reserva e sua cobertura blindada foram substituídas por uma nova plataforma com duas montagens quádruplas de canhões Bofors de 40 milímetros, enquanto outras duas montagens de Bofors foram colocadas à ré da chaminé. A maioria dos diretórios para as armas de 40 milímetros foram substituídos por diretórios Marco 51 para as Bofors. Estas modificações aumentaram o deslocamento para 44 761 toneladas e a tripulação para 1 631 a 1 650 oficiais e marinheiros.

## História

### Tempos de paz

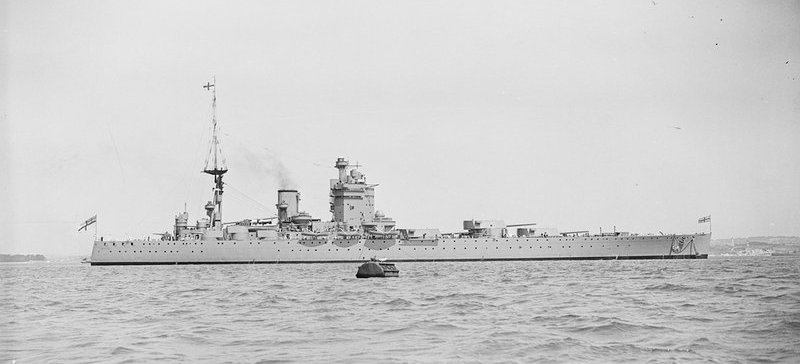
O Nelson em 1934

O Nelson foi nomeado em homenagem ao vice-almirante lorde Horatio Nelson, 1º Visconde Nelson, tendo sido o terceiro navio da Marinha Real Britânica a receber esse nome.  Seu batimento de quilha ocorreu em 28 de dezembro de 1922 nos estaleiros da Armstrong Whitworth em Newcastle upon Tyne, sendo lançado ao mar em 3 de setembro de 1925. Realizou testes marítimos preliminares e foi comissionado em 15 de agosto de 1927, tendo custado 7 504 055 libras esterlinas. Os testes marítimos foram retomados em outubro e o Nelson foi designado no dia 21 como capitânia da Frota do Atlântico, que foi renomeada em março de 1932 para Frota Doméstica, permanecendo como tal até abril de 1941. O príncipe Jorge, quarto filho do rei Jorge V e da rainha Maria, serviu a bordo como tenente no estado-maior do almirante até ser transferido em 1928 para o cruzador rápido HMS Durban. O couraçado foi visitado pelo rei Amanulá Cã do Afeganistão em abril de 1928 enquanto realizava treinamentos próximo de Portland.
O navio colidiu com o SS West Wales em 20 de março de 1931 no meio de uma neblina quando estava próximo de Cabo Gilano, na Espanha, porém nenhuma das embarcações ficou seriamente danificada. Os danos do Nelson foram consertados em julho. A tripulação do couraçado participou em meados de setembro do Motim de Invergordon ao se recusarem a cumprirem uma ordem de irem para o mar a fim de realizarem exercícios, porém abandonaram seus esforços depois de alguns dias quando o Almirantado Britânico reduziu o tamanho dos cortes de salários que tinham causado o motim. O navio encalhou próximo de Southsea em 12 de janeiro de 1934 enquanto se preparava para partir com a Frota Doméstica para um cruzeiro pelas Índias Ocidentais. Equipamentos e suprimentos foram desembarcos e o Nelson reflutuado durante uma maré alta, não tendo sofrido danos. A investigação que se seguiu inocentou os oficias de qualquer culpa, atribuindo o acidente ao fato do navio ter uma direção ruim em baixa velocidade. O Nelson participou em 16 de julho de 1935 de uma revista de frota em celebração do jubileu de prata do rei Jorge V, enquanto em 20 de maio de 1937 esteve presente na revista pela coroação do rei Jorge VI. Passou por uma longa reforma neste mesmo ano e depois visitou Lisboa, em Portugal, em fevereiro de 1938 junto com seu irmão HMS Rodney.

### Segunda Guerra Mundial

#### Primeiras ações
O Reino Unido declarou guerra contra a Alemanha em 3 de setembro de 1939, com o Nelson e a maior parte da Frota Doméstica sendo colocados em patrulha entre a Noruega, Islândia e Escócia à procura de corsários alemães, mas sem sucesso. Fizeram a mesma coisa com o mesmo resultado entre 6 e 10 de setembro, desta vez próximos do litoral norueguês. O couraçado deu cobertura para as operações de resgate e salvamento do danificado submarino HMS Spearfish entre os dias 25 e 26. Um mês depois deu cobertura para um comboio vindo de Narvik, na Noruega. A embarcação tentou sem sucesso atacar o submarino alemão U-56 em 30 de outubro próximo das Ilhas Órcades, sendo atingido por dois torpedos lançados a uma distância de oitocentos metros, nenhum dos quais explodiu. O cruzador auxiliar HMS Rawalpindi foi afundado pelos couraçados alemães Scharnhorst e Gneisenau em 23 de novembro perto da Islândia, com o Nelson e o Rodney sendo enviados em uma perseguição fracassada. O Nelson detonou uma mina magnética em 4 de dezembro na entrada de Loch Ewe que abriu um buraco de três por 1,8 metros no casco à vante da primeira torre de artilharia, inundando a sala de torpedos e alguns compartimentos adjacentes. Ninguém morreu, mas 74 marinheiros ficaram feridos. Ficou em reparos no Estaleiro Real de Portsmouth até agosto de 1940.

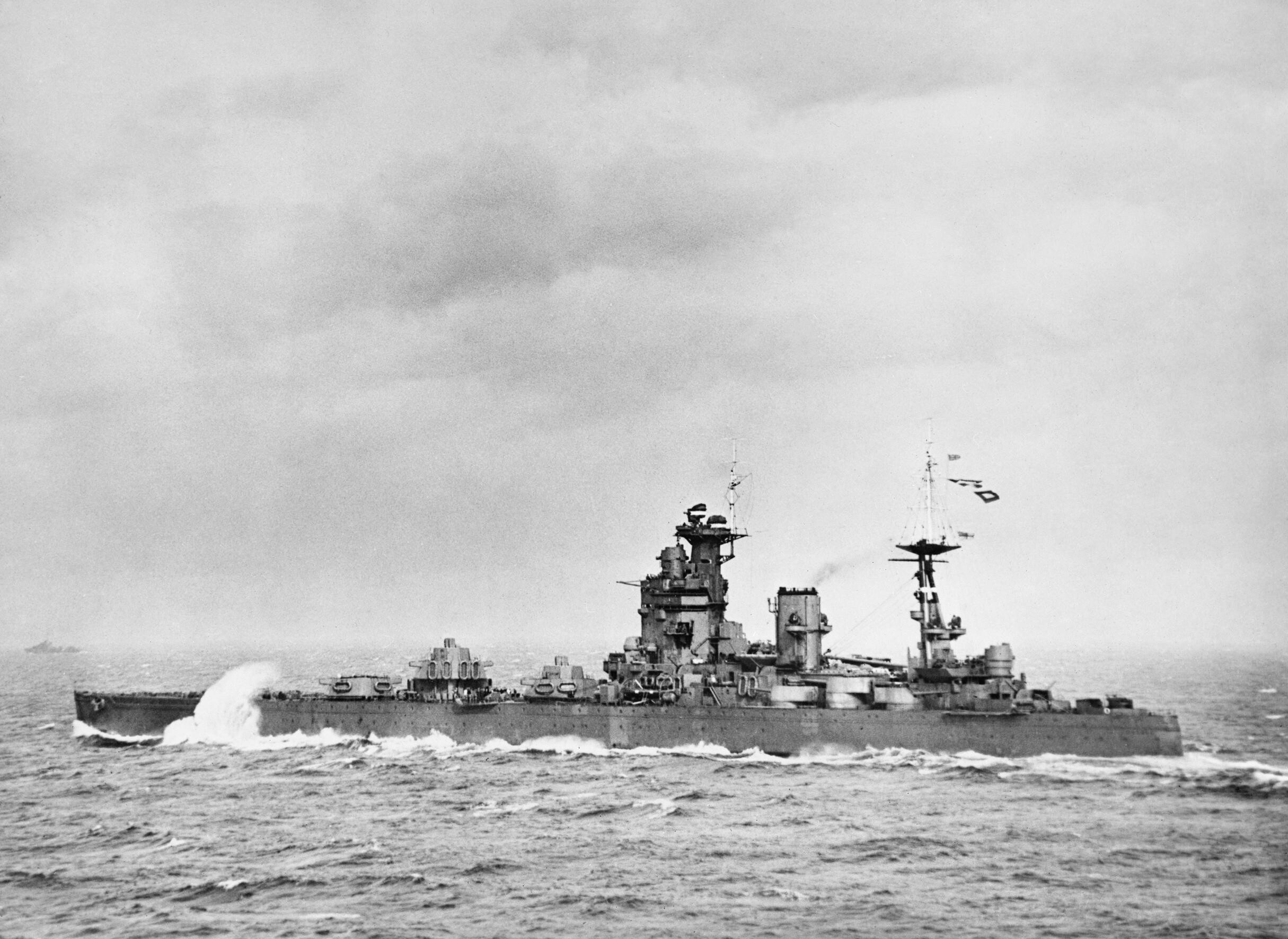
O Nelson deixando o Estuário do Rio Forth em setembro de 1940

O Nelson, Rodney e o cruzador de batalha HMS Hood foram transferidos de Scapa Flow para Rosyth, na Escócia, em agosto em caso de invasão do Reino Unido. O cruzador auxiliar HMS Jervis Bay foi atacado em 5 de novembro pelo cruzador pesado alemão Admiral Scheer, com o Almirantado enviado o Nelson e Rodney para bloquear a passagem entre a Islândia e as Ilhas Feroe, porém o Admiral Scheer seguiu para o sul do Oceano Atlântico. O Almirantado descobriu posteriormente que o Scharnhorst e Gneisenau estavam tentando entrar no Atlântico para realizarem uma operação de caça a navios mercantes, assim o Nelson, Rodney e o cruzador de batalha HMS Renown receberam ordens em 25 de janeiro de 1941 para se posicionarem ao sul da Islândia, de onde poderiam interceptá-los. Os alemães avistaram dois cruzadores britânicos em 28 de janeiro e recuaram, não sendo perseguidos.
O Nelson deixou de ser a capitânia da Frota Doméstica em 1º de abril, sendo destacado para escolar o comboio WS.7 até a África do Sul, parando em Freetown em Serra Leoa no dia 4. Durante a viagem de volta, na noite de 18 de maio, o couraçado e o porta-aviões HMS Eagle passaram a sete quilômetros de distância do cruzador auxiliar alemão Atlantis sem avistá-lo. O couraçado alemão Bismarck estava no meio do Atlântico no dia 26 seguindo para a França, com o Nelson e o Eagle recebendo ordens de se juntaram a sua busca a partir de Freetown, mas o navio alemão foi afundado no dia seguinte antes dos dois o alcançarem. O couraçado foi designado em 1º de junho para escoltar o Comboio SL.75 de volta ao Reino Unido. O navio de suprimentos alemão Gonzenheim foi encontrado no dia 4 pelo cruzador auxiliar HMS Esperance Bay e o Nelson destacado para interceptá-lo, porém os alemães afundaram sua embarcação quando avistaram o couraçado se aproximando. Ao chegar ao Reino Unido voltou para a Frota Doméstica.

#### Mar Mediterrâneo
O navio foi designado em 15 de julho para escoltar o Comboio WS.9C, que levaria tropas até Malta, no Mar Mediterrâneo. As escoltas foram designadas como Força X depois de passarem por Gibraltar e tinham a intenção de reforçar a Força H na região. Entraram no Mediterrâneo na noite de 20 para 21 de julho e foram atacados por aeronaves italianas a partir da manhã do dia 23. O Nelson não foi atacado e passou para a Força H mais tarde no mesmo dia enquanto o resto do comboio continuou para Malta. Os cruzadores da Força X retornaram dois dias depois e a força combinada navegou de volta para Gibraltar em 27 de julho. A Força H deu cobertura distância entre 31 de julho e 4 de agosto para a Operação Estilo, outro comboio para Malta. O vice-almirante James Somerville, comandante da Força H, fez do Nelson sua capitânia em 8 de agosto. O navio participou semanas depois da escolta de um lança-minas até Livorno, na Itália, enquanto o porta-aviões HMS Ark Royal chamava a atenção atacando alvos no norte da Sardenha. A Força H escoltou o Ark Royal e o porta-aviões HMS Furious para o Mediterrâneo Ocidental enquanto transportavam 45 caças Hawker Hurricane para Malta.

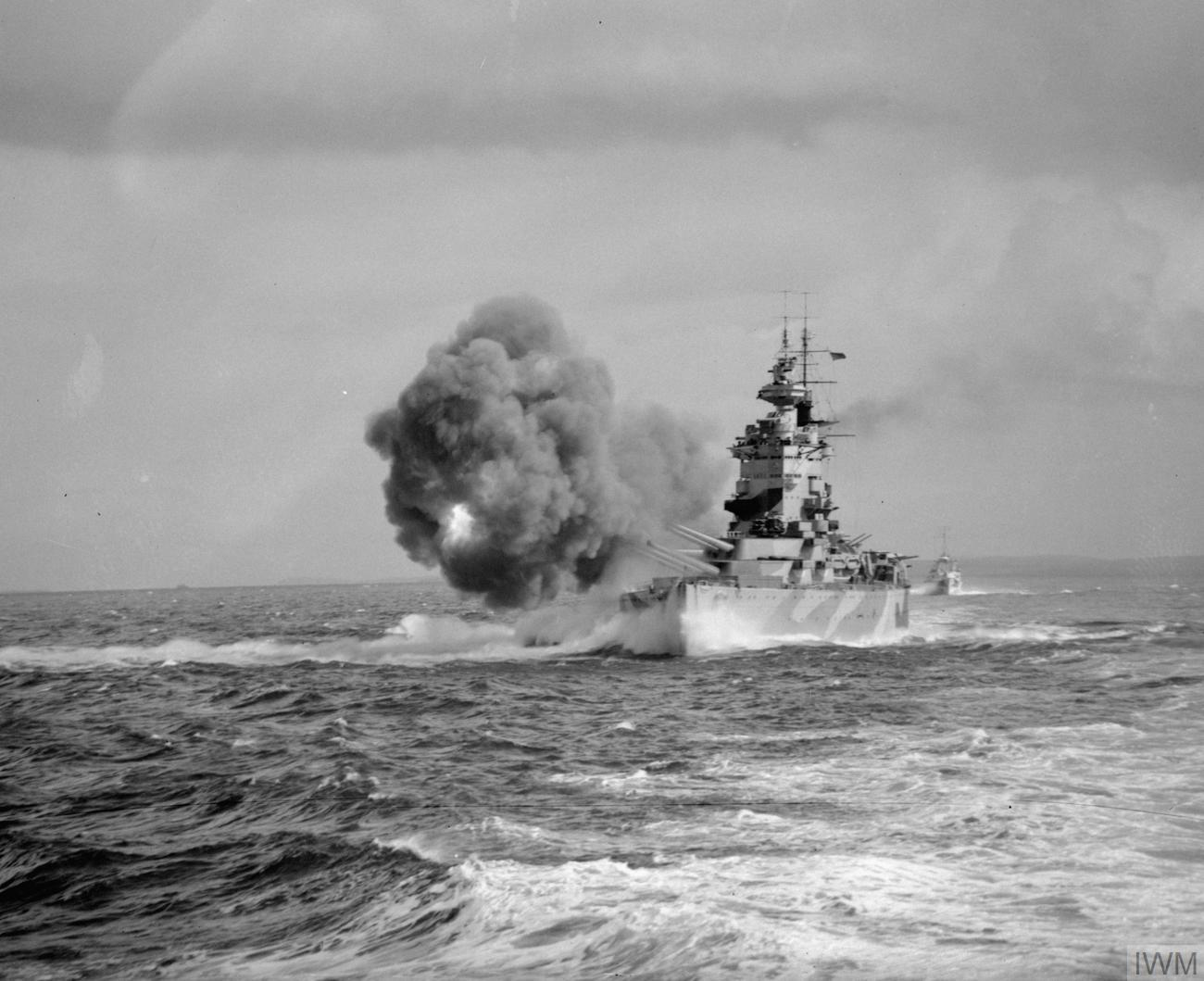
O Nelson realizando treinamentos de artilharia em 7 de maio de 1942

Outro comboio para Malta partiu em 24 de setembro e, como parte da ação de despiste, Somerville transferiu sua capitânia para o Rodney, com o Nelson e alguns contratorpedeiros seguindo para o oeste fingindo que este tinha substituído seu irmão como capitânia. O resto da Força H navegaram para leste, enquanto o Nelson e seus contratorpedeiros os reencontraram à noite. Os britânicos foram avistados na manhã seguinte e atacados pela Força Aérea Real Italiana um dia depois. Um torpedeiro Savoia-Marchetti SM.84 passou pelas defesas antiaéreas e lançou um torpedo contra o Nelson a uma distância de 450 metros. Ele acertou na proa e abriu um buraco de 9,1 por 4,6 metros, destruindo o compartimento dos torpedos e causando grandes inundações, mas não houve mortes. O couraçado afundou 2,4 metros à proa e teve sua velocidade reduzida para doze nós (22 quilômetros por hora) com o objetivo de reduzir a pressão nas anteparas. Ele permaneceu com a frota para que os italianos não soubessem que tinha sido danificado. Reparos de emergência foram realizados em Gibraltar e então o navio retornou para Rosyth, onde ficou sob reparos até maio de 1942.
O Nelson foi designado para a Frota Oriental depois de retornar ao serviço e partiu em 31 de maio, escoltando o Comboio WS.19P do Estuário de Clyde até Freetown, continuando então como parte do Comboio WS.19PF para Durban, na África do Sul. Foi chamado de volta em 26 de junho para participar da Operação Pedestal, um grande esforço para reabastecer Malta. Chegou em Scapa Flow exatamente um mês depois, tornando-se no dia seguinte a capitânia do vice-almirante Edward Syfret, o comandante da operação. O comboio partiu em 3 de agosto e realizou treinamentos antes de passar pelo Estreito de Gibraltar na noite de 9 para 10 de agosto. Os navios foram avistados naquela manhã e ataques começaram no dia seguinte, com o Eagle sendo afundado por um submarino alemão. O Nelson não foi danificado e também não reivindicou ter abatido alguma aeronave inimiga. Os navios capitais do comboio recuaram no dia 12 antes de alcançarem o Canal de Skerki entre a Sicília e a Tunísia, com o couraçado em seguida voltando para Scapa Flow.
Foi transferido para a Força H em outubro com o objetivo de dar suporte para a invasão do Norte da África Francês, partindo no dia 30 e chegando em Gibraltar em 6 de novembro. A Força H deu cobertura dois dias depois para qualquer possível interferência que a Marinha Real Italiana poderia montar contra as forças de invasão enquanto realizavam os desembarques. Syfret, nesta altura o comandante de toda a Força H, fez do Nelson sua capitânia em 15 de novembro. A Força H deu cobertura para um comboio de tropas de Gibraltar para Argel, na Argélia, em janeiro de 1943. Syfret temporariamente transferiu em maio sua capitânia para o couraçado HMS King George V enquanto o Nelson retornava para Scapa Flow a fim de treinar a iminente invasão da Sicília. O navio deixou a Escócia em 17 de junho e chegou de volta em Gibraltar no dia 23.

#### Últimos anos

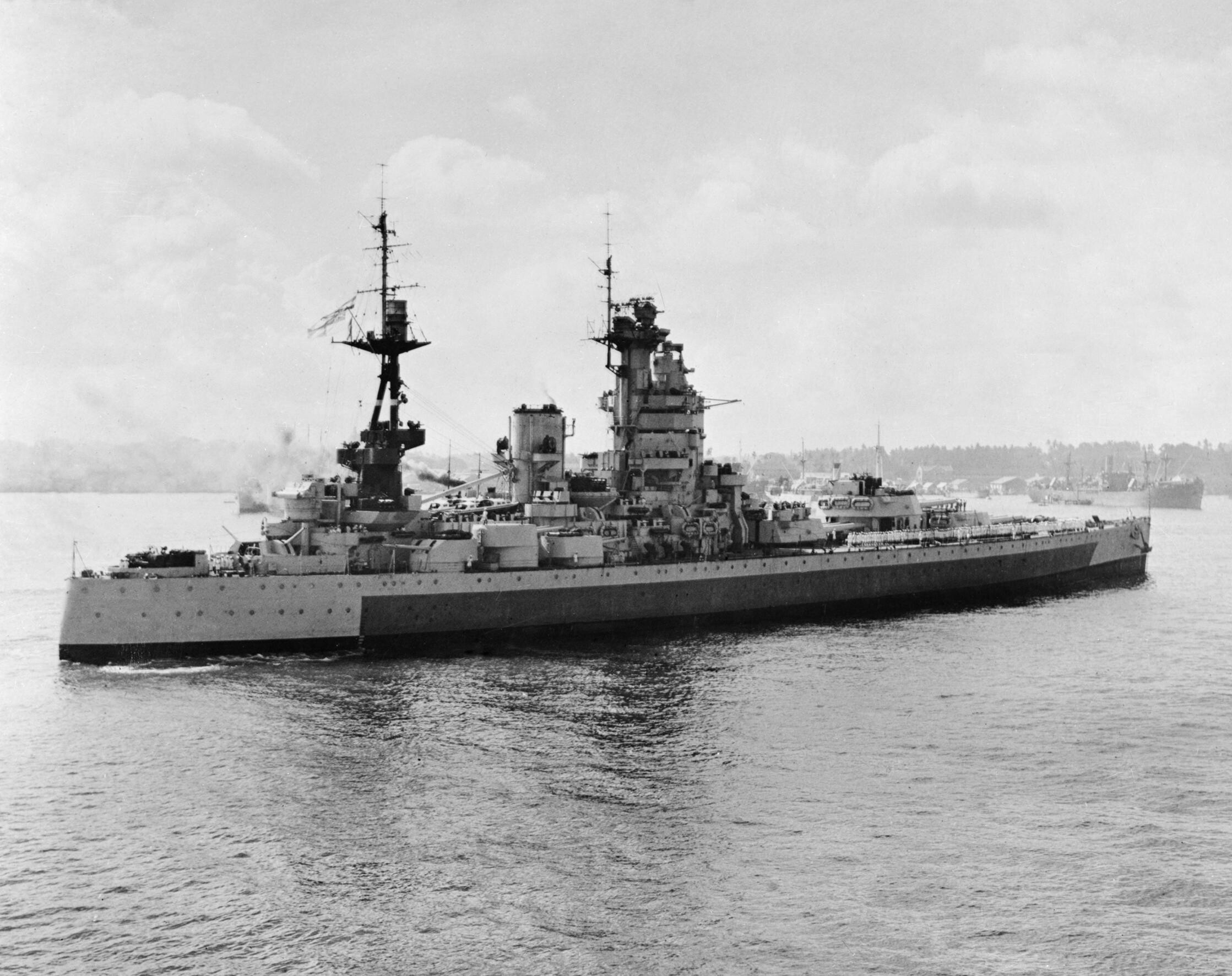
O Nelson em 1945

A Força H se encontrou em 9 de julho no Golfo de Sidra com os couraçados HMS Warspite e HMS Valiant mais o porta-aviões HMS Formidable para formarem a força de cobertura da invasão. Começaram a patrulhar o Mar Jônico no dia seguinte com o objetivo de dissuadir a Marinha Real Italiana de interferir com os desembarques na Sicília. O Nelson e o Rodney bombardearam em 31 de agosto artilharias costeiras entre Régio da Calábria e Pessaro em preparação para a invasão da Calábria. Os dois deram cobertura para desembarques em Salerno em 9 de setembro, com o Nelson usando seus canhões principais em modo "barragem" para combater bombardeiros alemães. O armistício entre a Itália e os Aliados foi assinado a bordo do couraçado em 29 de setembro.
O Nelson deixou Gibraltar em 31 de outubro para voltar para casa e se juntou novamente à Frota Doméstica. Deu suporte de artilharia durante os Desembarques da Normandia em junho de 1944, mas foi seriamente danificado depois de bater em duas minas navais no dia 18. Passou por reparos temporários em Portsmouth e então foi enviado em 22 de junho para o Estaleiro Naval da Filadélfia nos Estados Unidos, para reparos permanentes. Voltou para o Reino Unido em janeiro de 1945 e foi designado para a Frota Oriental, chegando em Colombo, no Ceilão, em 9 de julho. Tornou-se a capitânia da Frota Oriental três dias depois. Pelos três meses seguintes foi usado em suporte para operações pelo litoral ocidental da Malásia Peninsular. As forças japonesas no local se renderam formalmente a bordo do Nelson em 2 de setembro enquanto estava ancorado em George Town. O navio esteve presente dez dias depois quando todas as forças japonesas no Sudeste Asiático se renderam em Singapura.

### Fim de serviço
O couraçado foi substituído como capitânia da Frota Oriental em 20 de setembro e partiu de volta para casa em 13 de outubro. Chegou em Portsmouth em 17 de novembro e uma semana depois se tornou a capitânia da Frota Doméstica. Foi substituído como capitânia em 9 de abril de 1946 pelo King George V, tornando-se em julho um navio-escola. A Esquadra de Treinamento foi formada em 14 de agosto e o Nelson tornou-se a capitânia dos couraçados usados como navios-escola. Foi substituído nesta função em outubro pelo HMS Anson. Colidiu com o submarino HMS Spectre em 15 de abril de 1947 próximo de Portland, ficando levemente danificado. Foi colocado na reserva em 20 de outubro em Rosyth, descomissionado em fevereiro de 1948 e listado para descarte em 19 de maio. O Nelson foi usado entre 4 de junho e 23 de setembro como alvo de tiro para testes de bombas aéreas perfurantes de 910 quilogramas a fim de testar sua capacidade de penetrar conveses blindados. O navio foi entregue para a British Iron & Steel Corporation em 5 de janeiro de 1949 e alocado para a Thos. W. Ward para ser desmontado. Chegou em Inverkeithing em 15 de março para iniciar sua desmontagem.